# Brzezimierz
Brzezimierz – wieś w Polsce położona w województwie dolnośląskim, w powiecie oławskim, w gminie Domaniów.

## Podział administracyjny
W latach 1975–1998 miejscowość administracyjnie należała do województwa wrocławskiego.

## Nazwa
Nazwa wywodzi się od pierwszego zasadźcy lub właściciela o imieniu Brzezimir, które mogło się wywodzić od imienia Brzezmir (zob. Brzezdoma). Miejscowość wymieniona została w łacińskim dokumencie z 1285 roku wydanym przez kancelarię biskupa wrocławskiego Tomasza gdzie zanotowano ją w zlatynizowanej, staropolskiej formie - „Bresimir” we fragmencie "ecclesie de Bresimir".
W księdze łacińskiej Liber fundationis episcopatus Vratislaviensis (pol. Księga uposażeń biskupstwa wrocławskiego) spisanej za czasów biskupa Henryka z Wierzbna w latach 1295–1305 miejscowość wymieniona jest w zlatynizowanej formie Bresche Myleii.
Nazwa została później zgermanizowana na Wüstebriese.

## Zabytki
Do wojewódzkiego rejestru zabytków wpisany jest:
- kościół filialny pw. Świętego Krzyża, z XV w., przebudowany w latach 1879-1880

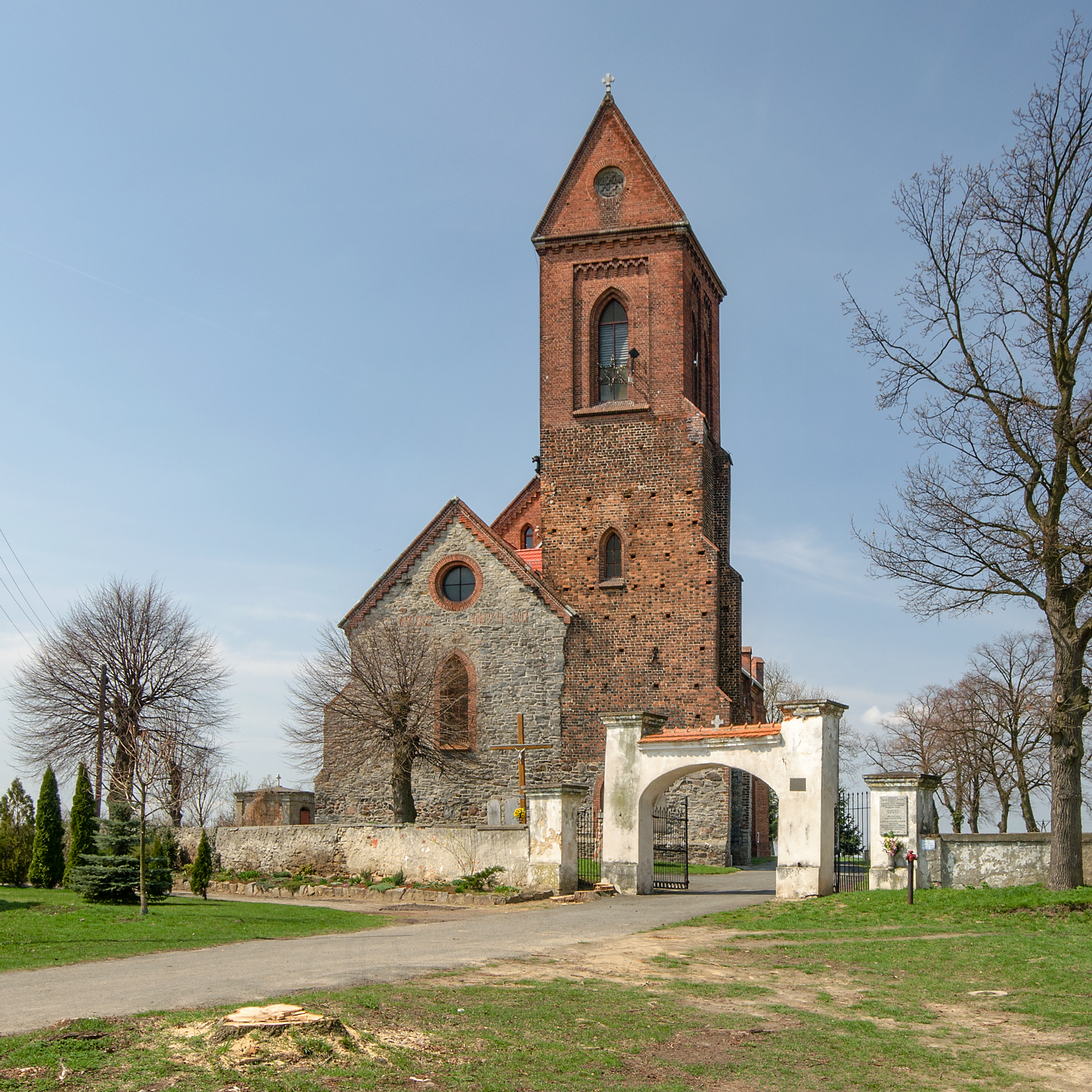
Kościół pw. Świętego Krzyża
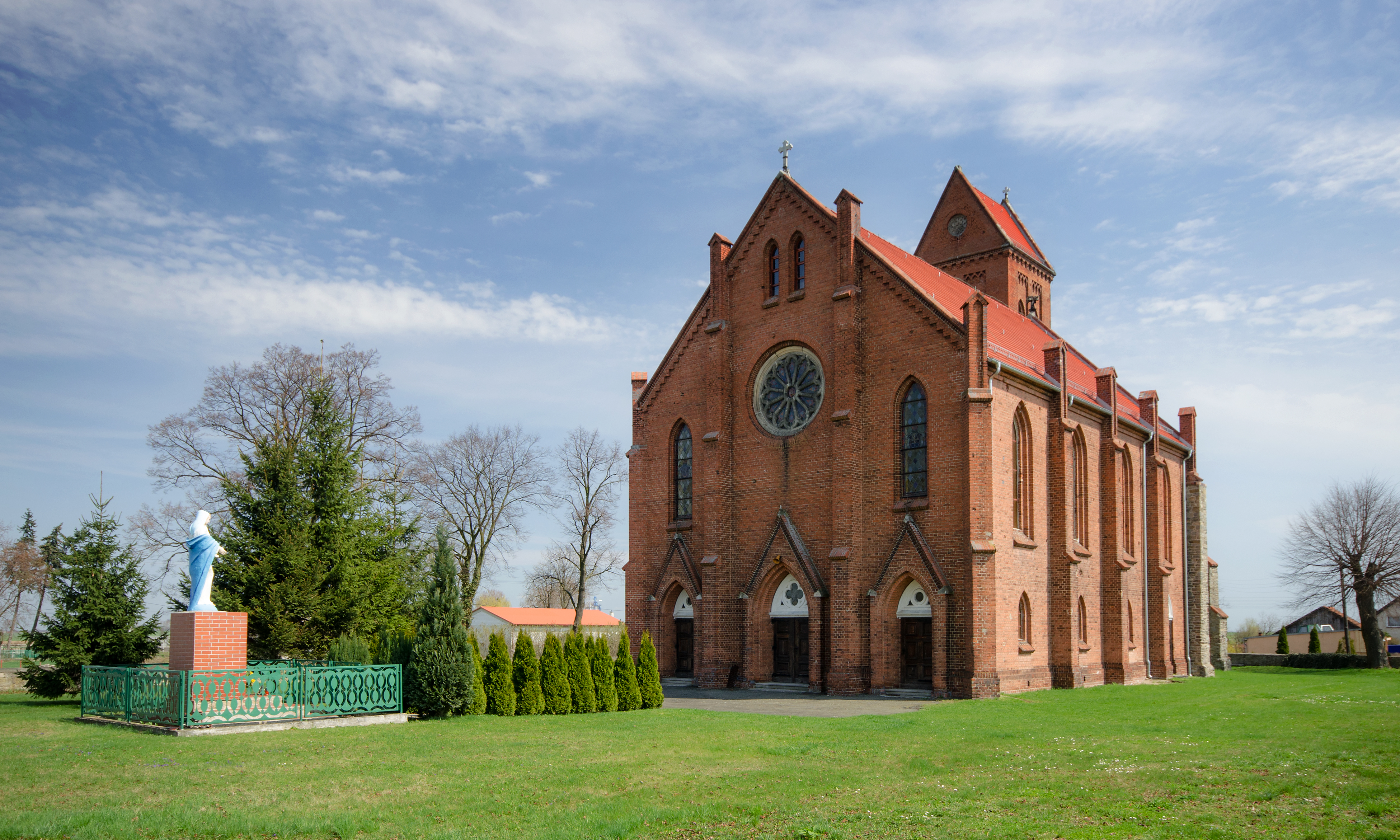
Kościół pw. Świętego Krzyża